# American Missionary Association
Die American Missionary Association (AMA) war eine protestantische Organisation, die sich Sklavenbefreiung (Abolitionismus) zum Ziel gesetzt hatte und am 3. September 1846 in Albany (New York) gegründet wurde. Zu diesem Zweck engagierte sich die Gruppe für die Bildung von Afroamerikanern, für die Durchsetzung von Rassengleichheit und christlichen Werten. Die Mitglieder und Führer gehörten beiden Rassen an; die Vereinigung wurde hauptsächlich vom National Council of the Congregational Churches of the United States in Neuengland unterstützt. Ab 1861 unterhielt die Organisation auch Camps im Süden für befreite Sklaven. Während der Reconstruction-Ära spielte sie eine tragende Rolle für die Bildung von „Schwarzen“ im Süden.

## Geschichte
Die American Missionary Association (AMA) wurde von Mitgliedern der American Home Missionary Society (AHMS) und dem American Board of Commissioners for Foreign Missions (ABCFM) gegründet, weil sie enttäuscht darüber waren, dass ihre Mutterorganisationen sich weigerten, gegen Sklaverei aufzutreten und Spenden von Sklavenhaltern akzeptierten. Von Anfang an war die Leitung paritätisch besetzt: das erste Gremium bestand aus 12 Männern, von denen vier Schwarz waren. Eines der wichtigsten Ziele war die Abschaffung der Sklaverei und tatsächlich gelang es der AMA, die Abschaffung der Sklaverei auf die politische Agenda zu setzen.
Die Organisation gab das American Missionary-Magazin heraus (1846–1934). Ein Ergebnis der Arbeit war die Gründung von Anti-Slavery Churches. Auch der Abolitionist Owen Lovejoy gehörte zu den Pastoren der AMA und gründete 115 Anti-Slavery Churches in Illinois vor dem Sezessionskrieg.
Die Unterstützung von Bildung für Schwarze durch Mitglieder der AMA begann vor dem amerikanischen Bürgerkrieg, als die Association Lehrer für die zahlreichen Contraband Camps anwarb, die sich während des Krieges im Süden entwickelten. Am Ende des Krieges gab es ca. 100 Contraband Camps und in vielen waren Lehrer der AMA stationiert. Die AMA betreute auch die Roanoke Island Freedmen’s Colony (1863–1867). Die Kolonie, auf einer Insel gelegen und von Unions-Truppen gesichert, sollte selbst-organisiert funktionieren. Sie wurde von Horace James, einem Kongregationalisten und Chaplain betreut, der von der Armee als „Superintendent for Negro Affairs in the North Carolina District“ eingesetzt wurde. Die erste von 27 Lehrern, die durch Vermittlung der AMA dort unterrichteten, war seine Cousine Elizabeth James. 1864 hatte die Kolonie mehr als 2.200 Bewohner und sowohl Kinder, als auch Erwachsene füllten die Räume von mehreren Ein-Raum-Schulen, begierig darauf zu lernen. Die Mission-Lehrer evangelisierten auch und halfen die damals beschränkte medizinische Versorgung zu verteilen.

## Reconstruction
Während und nach dem Krieg beschleunigte die AMA die Gründung von Schulen und Colleges. Freedmen, also freie Afroamerikaner, und weiße Sympathisanten hielten Bildung für die Priorität für neu-befreite Sklaven. Insgesamt gründete die Association mehr als 500 Schulen und Colleges für die Freedmen aus dem Süden. Sie wandte dafür mehr Geld auf, als das Freedmen’s Bureau der Bundesregierung.
Zu den Colleges, die die Association gründete, gehörten Berea College (1855), Atlanta University, (1865); Fisk University, (1866); Hampton Institute (1868), Tougaloo College, (1869); Dillard University, Talladega College, LeMoyne-Owen College, Huston-Tillotson University, und Avery Normal Institute (1867) (heute Teil des College of Charleston). Zusammen mit dem Freedmen's Bureau gründete die AMA 1867 die Howard University in Washington, D.C.
Darüber hinaus organisierte die AMA die Freedmen's Aid Society, welche Lehrer aus dem Norden anwarb und für sie Wohnungen im Süden besorgte.
In den 1870ern verkündete die Association jedoch „Schwarzen-Befreiung sei ein Misserfolg und die Freedmen seien undankbar gegen die vielen Bemühungen der Organisation um sie.“
In dieser Zeit war der Hauptsitz der AMA nach New York City verlegt worden. Das Magazin, American Missionary, hatte eine Auflage von 20.000 im 19. Jahrhundert. Das war das Zehnfache des abolitionistischen Magazins von William Lloyd Garrison.
Die AMA arbeitet aber nicht nur in den Vereinigten Staaten zur Unterstützung der Freedmen und zur Abschaffung der Sklaverei, sie entsandte auch Missionare in zahlreiche Länder in Übersee. Hauptarbeitsfelder waren Indien, China und Ostasien.
Im Laufe der Zeit verband sich die AMA stärker mit den Congregational Christian Churches, die später an die United Church of Christ (UCC) übergingen. Die AMA behielt ihre Identität bis 1999, als eine Umstrukturierung der UCC die Ama mit der Justice and Witness Ministries Division vereinigte.
Die Akten der American Missionary Association sind im Amistad Research Center, Tulane University (New Orleans), untergebracht.